# Estfield
Estfield (ortografia corretta ESTfield ) è un marchio estone automobilistico dell'azienda Racetech Ltd.
L'azienda, fondata a Tartu nel 1992 sotto la direzione di Valter Teppan, esordì con la produzione di kart. Nel 2000 sono state aggiunte alla produzione automobili e kit car con il marchio Estfield. I principali acquirenti provengono da Estonia, Svezia e Lettonia.
L'unico modello somiglia alla Lotus Seven. È una roadster a due posti. Alla fine del 2003 erano già stati costruiti 78 telai. Un'altra fonte indica la produzione di un veicolo completo e 20 kit per l'anno 2003. Vari motori di Alfa Romeo, Audi, BMW, Chevrolet, Ford, Lada, Moskvitch, Nissan, Toyota, Volvo e Volkswagen alimentano i veicoli. Nel 2003 sono stati offerti veicoli completi a un prezzo compreso tra 5.300 e 16.300 euro.